# Estun Automation
Estun Automation ist ein chinesischer Hersteller von Automatisierungstechnik für die Industrie. Das Unternehmen vertreibt CNC-Steuerungen, Servomotoren und Industrieroboter für eine Vielzahl von Branchen. Estun konzipiert auch Fertigungsstraßen für Kunden in der Automobil-, Haushaltsgeräte-, Aufzug- und Baumaschinenindustrie.

## Geschichte
Estun Automation Co. Ltd mit Sitz in Nanjing wurde 1993 vom gegenwärtigen Chairman und Mehrheitseigner Bob Wu gegründet. 2011 stieg das Unternehmen in die Robotik ein. Es hat drei Geschäftsbereiche: Motion Control System, Industrial Robot und Digital Products.
Seit 2017 unterhält Estun ein europäisches Werk in Mailand. An diesem Standort sind die Entwicklung der Servoantriebe und deren Vertrieb, Logistik und Kundenservice untergebracht.
2019 wurde das deutsche Unternehmen Carl Cloos Schweißtechnik von Estun Automation für 196 Millionen Euro übernommen.
Im August 2024 wurde die europäische Tochter Estun Robot Europe AG mit Sitz in Baar, Schweiz, gegründet. Sie soll neben dem Vertrieb eine flächendeckende Versorgung mit Service, Ausbildung und Ersatzteilen für die Estun Robotik Produkte in Europa aufbauen. Erster CEO des Unternehmens ist Gerald Mies, der davor für Kuka und Fanuc tätig war.